# Западна земна змия
Западните земни змии (Sonora semiannulata) са вид влечуги от семейство Смокообразни (Colubridae).
Разпространени са в югозападната част на Съединените американски щати и северната част на Мексико.
Таксонът е описан за пръв път от американския естественик Спенсър Фулъртън Бърд през 1853 година.